# Giovanni Torlonia (politico)
Giovanni Torlonia, III principe del Fucino (Roma, 10 ottobre 1873 – Roma, 8 aprile 1938) è stato un nobile, politico e finanziere italiano, senatore del Regno d'Italia dal 3 ottobre 1920 all'8 aprile 1938.

## Biografia

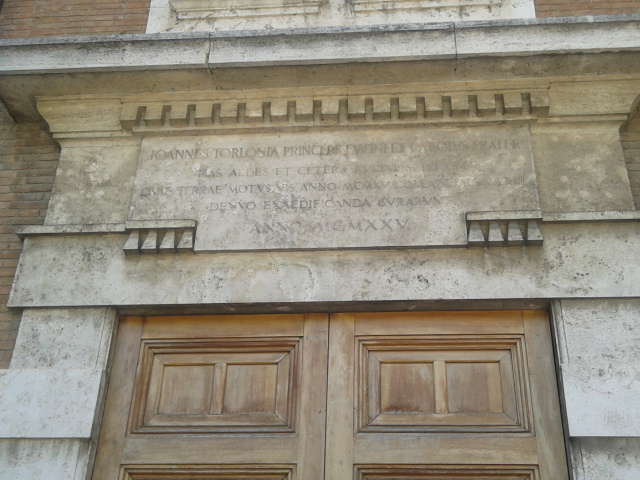
Iscrizione del palazzo Torlonia di Avezzano fatto ricostruire nel 1925 dai fratelli Giovanni e Carlo Torlonia

Giovanni Torlonia era il figlio di Giulio Borghese, dei principi Borghese, e di Anna Maria Torlonia (1855-1901), erede universale del colossale patrimonio del principe del Fucino Alessandro Raffaele Torlonia (1800-1886), che impose allo squattrinato futuro genero, come clausola del contratto matrimoniale con la figlia Anna Maria nel 1872, di assumere il cognome Torlonia a fini dinastici, dando così avvio al ramo secondogenito Torlonia-Borghese.
Aveva un fratello, Carlo (1874-1947), e due sorelle: Teresa, che sposò il marchese Gerino Gerini (1871-1927), nominato senatore il 3 ottobre 1920, e Maria, coniugata con Lorenzo Sforza Cesarini junior, duca di Segni, figlio del senatore Francesco Sforza Cesarini (1840-1899) e della Principessa Vittoria Colonna di Paliano.
Giovanni fece eseguire alcune trasformazioni all'avita villa Torlonia di Roma, convertendo la Capanna Svizzera nell'attuale Casina delle Civette dove si ritirò a vivere negli anni venti, avendo concesso il Casino Nobile come residenza ufficiale a Benito Mussolini, che gli pagava un affitto annuale simbolico di una lira. Fece anche edificare un nuovo muro di cinta, il Villino Medievale e il Villino Rosso. In questi anni fu costruito un rifugio contro i bombardamenti nelle catacombe ebraiche del terzo e del quarto secolo, che si trovavano sotto villa Torlonia.
Il 3 ottobre 1920 Giovanni fu nominato senatore del Regno d'Italia nelle file della Sinistra storica, all'interno dell'Unione Liberale.
Nel 1923 fondò la Banca del Fucino per finanziare le attività economiche nei territori interessati dalla bonifica del Fucino. Suo fratello Carlo ne divenne il presidente. La banca è tuttora di proprietà della famiglia Torlonia. Nel 1920 Giovanni completò la bonifica del Porto di Traiano, da cui emersero numerose statue che oggi fanno parte della collezione Torlonia. La proprietà passò poi ai discendenti Sforza Cesarini.
Nel 1937 fu nominato Ministro di Stato.
Giovanni Torlonia morì celibe a Roma l'8 aprile 1938. Il suo funerale fu celebrato il 13 aprile successivo a Roma in forma solenne. A Giovanni succedette nei titoli e nei beni il fratello Carlo Torlonia.

## Titoli nobiliari
- Principe Torlonia, titolo sul cognome concesso con regio decreto del 12 dicembre 1929 per aver bonificato l'area di Porto[5]
- 3º Principe del Fucino, titolo concesso nel 1875
- Duca di Ceri
- Marchese di Romavecchia, titolo concesso nel 1873
- Nobile Romano Coscritto
- Dignità di Don

## Cariche
Giovanni Torlonia ricoprì le seguenti cariche politico-amministrative:
- Consigliere comunale di Roma
- Consigliere provinciale di Roma
- Membro della Deputazione provinciale di Roma
- Presidente della Banca del Fucino (1923-1939)
- Presidente dell'Istituto italiano di credito fondiario
- Presidente dei Consorzi riuniti per la bonifica dell'Agro romano
- Presidente del Consorzio della bonifica di Porto Cesareo e Maccarese

## Antenati
|                                  |                            |                                                    | Genitori                                         |  |  | Nonni |  |  | Bisnonni                 |  |  | Trisnonni            |  |
|                                  |                            |                                                    |                                                  |  |  |       |  |  | Francesco Paolo Borghese |  |  | Marcantonio Borghese |  |
|                                  |                            |                                                    |                                                  |  |  |       |  |  | Francesco Paolo Borghese |  |  | Marcantonio Borghese |  |
|                                  |                            | Anna Maria Salviati                                |                                                  |  |  |       |  |  | Francesco Paolo Borghese |  |  |                      |  |
| Marcantonio Borghese             |                            |                                                    |                                                  |  |  |       |  |  | Francesco Paolo Borghese |  |  |                      |  |
|                                  |                            | Adele de La Rochefoucauld                          | Alessandro Francesco de La Rochefoucauld         |  |  |       |  |  |                          |  |  |                      |  |
|                                  |                            | Adele de La Rochefoucauld                          | Alessandro Francesco de La Rochefoucauld         |  |  |       |  |  |                          |  |  |                      |  |
|                                  |                            | Adele de La Rochefoucauld                          | Adelaide de Pyvart de Chastullé                  |  |  |       |  |  |                          |  |  |                      |  |
| Giulio Borghese Torlonia         |                            | Adele de La Rochefoucauld                          |                                                  |  |  |       |  |  |                          |  |  |                      |  |
|                                  |                            | Alessandro Giulio de La Rochefoucauld              | Alessandro Francesco de La Rochefoucauld         |  |  |       |  |  |                          |  |  |                      |  |
|                                  |                            | Alessandro Giulio de La Rochefoucauld              | Alessandro Francesco de La Rochefoucauld         |  |  |       |  |  |                          |  |  |                      |  |
|                                  |                            | Alessandro Giulio de La Rochefoucauld              | Adelaide de Pyvart de Chastullé                  |  |  |       |  |  |                          |  |  |                      |  |
| Maria Teresa de La Rochefoucauld |                            | Alessandro Giulio de La Rochefoucauld              |                                                  |  |  |       |  |  |                          |  |  |                      |  |
|                                  |                            | Elena Carlotta Desolle                             | Gianni Giuseppe Paolo Agostino Desolles          |  |  |       |  |  |                          |  |  |                      |  |
|                                  |                            | Elena Carlotta Desolle                             | Gianni Giuseppe Paolo Agostino Desolles          |  |  |       |  |  |                          |  |  |                      |  |
|                                  |                            | Elena Carlotta Desolle                             | Anna Emilia de Picot de Dampierre                |  |  |       |  |  |                          |  |  |                      |  |
| Giovanni Torlonia                |                            | Elena Carlotta Desolle                             |                                                  |  |  |       |  |  |                          |  |  |                      |  |
|                                  | Giovanni Raimondo Torlonia | Marin Tourlonias                                   |                                                  |  |  |       |  |  |                          |  |  |                      |  |
|                                  | Giovanni Raimondo Torlonia | Marin Tourlonias                                   |                                                  |  |  |       |  |  |                          |  |  |                      |  |
|                                  | Giovanni Raimondo Torlonia | Mariangela Lanci                                   |                                                  |  |  |       |  |  |                          |  |  |                      |  |
| Alessandro Raffaele Torlonia     | Giovanni Raimondo Torlonia |                                                    |                                                  |  |  |       |  |  |                          |  |  |                      |  |
|                                  |                            | Anna Maria Schultheiss                             | Johannes Schultheiss                             |  |  |       |  |  |                          |  |  |                      |  |
|                                  |                            | Anna Maria Schultheiss                             | Johannes Schultheiss                             |  |  |       |  |  |                          |  |  |                      |  |
|                                  |                            | Anna Maria Schultheiss                             | Frida Bernstein                                  |  |  |       |  |  |                          |  |  |                      |  |
| Anna Maria Torlonia              |                            | Anna Maria Schultheiss                             |                                                  |  |  |       |  |  |                          |  |  |                      |  |
|                                  |                            | Aspreno I Colonna, XIII principe e duca di Paliano | Fabrizio Colonna, XII principe e duca di Paliano |  |  |       |  |  |                          |  |  |                      |  |
|                                  |                            | Aspreno I Colonna, XIII principe e duca di Paliano | Fabrizio Colonna, XII principe e duca di Paliano |  |  |       |  |  |                          |  |  |                      |  |
|                                  |                            | Aspreno I Colonna, XIII principe e duca di Paliano | Bianca Doria del Carretto                        |  |  |       |  |  |                          |  |  |                      |  |
| Teresa Colonna                   |                            | Aspreno I Colonna, XIII principe e duca di Paliano |                                                  |  |  |       |  |  |                          |  |  |                      |  |
|                                  |                            | Maria Giovanna Cattaneo della Volta                | Augusto Cattaneo della Volta                     |  |  |       |  |  |                          |  |  |                      |  |
|                                  |                            | Maria Giovanna Cattaneo della Volta                | Augusto Cattaneo della Volta                     |  |  |       |  |  |                          |  |  |                      |  |
|                                  |                            | Maria Giovanna Cattaneo della Volta                | Teresa Colonna                                   |  |  |       |  |  |                          |  |  |                      |  |
|                                  |                            | Maria Giovanna Cattaneo della Volta                |                                                  |  |  |       |  |  |                          |  |  |                      |  |